# Haikouichthys ercaicunensis
Haikouichthys ercaicunensis („ryba z Haikou“) byl druh pravěkého primitivního obratlovce (skupina Craniata), žijícího v období prvohorního kambria (asi před 525 miliony let) na území dnešní jižní Číny (provincie Jün-nan, nedaleko města Kchun-ming). Formálně byl popsán v roce 1999.

## Popis
Haikouichthys ercaicunensis byl malý, drobným rybám podobný živočich, dosahující délky pouze kolem 2,5 centimetru. Byl součástí fauny, spadající do tzv. maotchienšanských břidlic. V současnosti patří k nejstarším a nejprimitivnějším známým zástupcům skupiny obratlovců. Jeho tělo je již segmentováno a nechybí ani žábry, notochord a pravděpodobné gonády. K pohybu sloužila výrazná hřbetní ploutvička, táhnoucí se po celé délce těla.

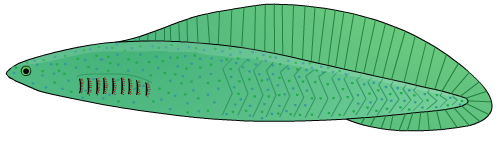
Haikouichthys ercaicunensis - rekonstrukce vzezření